# Nassandres sur Risle
Nassandres sur Risle é uma comuna francesa na região administrativa da Normandia, no departamento de Eure. Estende-se por uma área de 25.58 km². Em 2010 a comuna tinha 2 442 habitantes (densidade: 95,5 hab./km²).
Foi criada em 1 de janeiro de 2017, após a fusão das antigas comunas de Nassandres (sede), Carsix, Fontaine-la-Soret e Perriers-la-Campagne.